# Хіт
Хіт, іноді гіт (від англ. hit МФА: [hɪt] — «удар»), аналогічне поняття — шлягер (від нім. Schlager — «окраса сезону») — якась подія, культурна чи політична, художній або музичний твір, що швидко стали відомі й популярні.
- Дуже популярна пісня. Так само хітом називають і інші дуже популярні твори (наприклад, фільми, комп'ютерні ігри) і товари (хіт продажів). В англомовних країнах термін hit уживають не стільки до пісні, скільки до запису (платівки) пісні, а також до музичного альбому, що потрапив у хіт-парад. Колись в українській мові замість цього терміна використовувалося німецьке слово шлягер, що нині співвідноситься винятково з естрадною піснею традиційного жанру.
- Звертання браузера до вебсервера; частіше вживається в більш вузькому змісті — звертання до вебсторінки, крім запитів до файлів, що містять графічні зображення, службові запити тощо. Кількість хітів на сайті в одиницю часу дає можливість оцінити популярність і рекламну потужність сайту.